# إنريكي كابريرو
إنريكي كابريرو (بالإسبانية: Enrique Cabrero Mendoza)‏ هو عالم مكسيكي، ولد في 8 فبراير 1956 في ولاية سان لويس بوتوسي في المكسيك.